# Halowe Mistrzostwa Europy w Lekkoatletyce 1977 – bieg na 800 m mężczyzn
Bieg na 800 metrów mężczyzn – jedna z konkurencji biegowych rozgrywanych podczas halowych lekkoatletycznych mistrzostw Europy w hali Velódromo de Anoeta w San Sebastián. Eliminacje i półfinały zostały rozegrane 12 marca, a bieg finałowy 13 marca 1977. Zwyciężył reprezentant Wielkiej Brytanii Sebastian Coe. Zdobywca tytułu z poprzednich mistrzostw Ivo Van Damme z Belgii zginął w wypadku samochodowym w grudniu 1976.

## Rezultaty

### Eliminacje
Rozegrano 4 biegi eliminacyjne, do których przystąpiło 22 biegaczy. Awans do półfinału dawało zajęcie jednego z pierwszych dwóch miejsc w swoim biegu (Q). Skład półfinałów uzupełniło czterech zawodników z najlepszym czasem wśród przegranych (q).
Opracowano na podstawie materiału źródłowego.
Bieg 1
| Miejsce | Zawodnik           | Czas   | Uwagi |
| ------- | ------------------ | ------ | ----- |
| 1       | Antonio Páez       | 1:48,8 | Q     |
| 2       | Olaf Beyer         | 1:49,7 | Q     |
| 3       | Carlo Grippo       | 1:49,9 | q     |
| 4       | Pawieł Litowczenko | 1:50,4 | q     |
| 5       | Robert Hoofd       | 1:50,4 | q     |

Bieg 2
| Miejsce | Zawodnik       | Czas   | Uwagi |
| ------- | -------------- | ------ | ----- |
| 1       | Erwin Gohlke   | 1:49,5 | Q     |
| 2       | Wiktor Anochin | 1:49,6 | Q     |
| 3       | Günther Hasler | 1:49,7 | q     |
| 4       | Kees Ruyter    | 1:50,4 |       |
| 5       | Eric Charron   | 1:52,5 |       |

Bieg 3
| Miejsce | Zawodnik           | Czas   | Uwagi |
| ------- | ------------------ | ------ | ----- |
| 1       | Rainer Burmester   | 1:50,7 | Q     |
| 2       | Rolf Gysin         | 1:50,7 | Q     |
| 3       | Milovan Savić      | 1:50,9 |       |
| 4       | Stavros Mermingis  | 1:52,9 |       |
| 5       | Jan Willem Boogman | 2:02,2 |       |
| 6       | Markku Taskinen    | 2:31,6 |       |

Bieg 4
| Miejsce | Zawodnik         | Czas   | Uwagi |
| ------- | ---------------- | ------ | ----- |
| 1       | Sebastian Coe    | 1:50,5 | Q     |
| 2       | Feliks Wawrzon   | 1:50,8 | Q     |
| 3       | Gabriele Ferrero | 1:50,9 |       |
| 4       | Reinhard Aechtle | 1:50,9 |       |
| 5       | Arie Ruyter      | 1:52,0 |       |
| 6       | Roger Milhau     | 1:54,8 |       |

### Półfinały
Rozegrano 2 biegi półfinałowe, w których wystartowało 12 biegaczy. Awans do finału dawało zajęcie jednego z dwóch pierwszych miejsc w swoim biegu (Q). Skład finału uzupełniło dwóch zawodników z najlepszym czasem wśród przegranych (q).
Opracowano na podstawie materiału źródłowego.
Bieg 1
| Miejsce | Zawodnik           | Czas   | Uwagi |
| ------- | ------------------ | ------ | ----- |
| 1       | Günther Hasler     | 1:49,6 | Q     |
| 2       | Antonio Páez       | 1:49,6 | Q     |
| 3       | Olaf Beyer         | 1:49,6 |       |
| 4       | Pawieł Litowczenko | 1:49,7 |       |
| 5       | Rainer Burmester   | 1:50,0 |       |
| 6       | Feliks Wawrzon     | 1:53,1 |       |

Bieg 2
| Miejsce | Zawodnik       | Czas   | Uwagi |
| ------- | -------------- | ------ | ----- |
| 1       | Sebastian Coe  | 1:48,2 | Q     |
| 2       | Erwin Gohlke   | 1:48,3 | Q     |
| 3       | Rolf Gysin     | 1:48,4 | q     |
| 4       | Wiktor Anochin | 1:48,7 | q     |
| 5       | Robert Hoofd   | 1:49,5 |       |
| –       | Carlo Grippo   | DNF    |       |

### Finał
Opracowano na podstawie materiału źródłowego.
| Miejsce | Zawodnik       | Czas    | Uwagi |
| ------- | -------------- | ------- | ----- |
| 1       | Sebastian Coe  | 1:46,54 | CR    |
| 2       | Erwin Gohlke   | 1:47,2  |       |
| 3       | Rolf Gysin     | 1:47,6  |       |
| 4       | Wiktor Anochin | 1:47,7  |       |
| 5       | Günther Hasler | 1:48,0  |       |
| 6       | Antonio Páez   | 1:48,3  |       |